# Сумапорылькикэ
Сумапорылькикэ (устар. Сумраполь-Кикя) — река в России, протекает по территории Ямало-Ненецкого автономного округа. Устье реки находится в 20 км по правому берегу реки Варга-Кыталькы. Длина реки составляет 58 км.
- В 27 км от устья по правому берегу реки впадает река Лимпыпитылькы.
- В 36 км от устья по правому берегу реки впадает река Лимпыпитылькикэ.

## Данные водного реестра
По данным государственного водного реестра России относится к Нижнеобскому бассейновому округу, водохозяйственный участок реки — Таз. Речной бассейн реки — Таз.
Код объекта в государственном водном реестре — 15050000112115300066168.